# Edmonton Elks

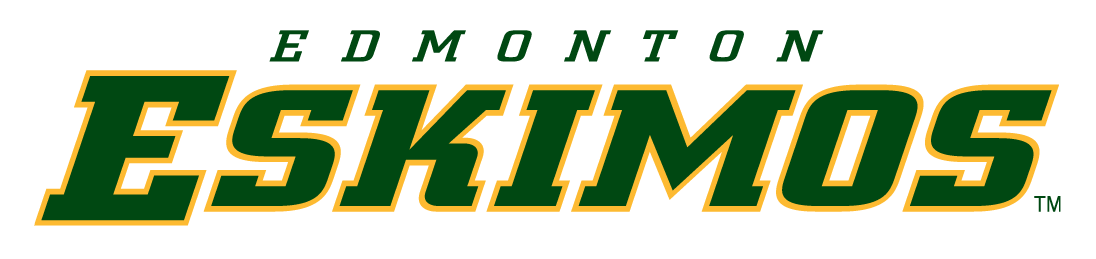
Logotipo Eskimos

El Edmonton Elks (en español: Alces de Edmonton), anteriormente conocido como Edmonton Eskimos (Esquimales de Edmonton), es un equipo profesional de fútbol canadiense con sede en la ciudad de Edmonton, provincia de Alberta, Canadá. Compite en la División Oeste de la Canadian Football League (CFL) y juega sus partidos en casa en el Estadio de la Commonwealth de Edmonton. 
Son la tercera franquicia más joven de la CFL. Los esquimales fueron fundados en 1949, aunque ya en 1895 había clubes con el nombre de Edmonton Eskimos. Los esquimales son posiblemente la franquicia CFL más exitosa de la era moderna (desde 1954), habiendo ganado el campeonato de la Grey Cup en catorce ocasiones (incluyendo tres victorias consecutivas entre 1954 y 1956 y cinco victorias al hilo entre 1978 y 1982), la más reciente en 2015. Esto coloca a Edmonton en el segundo lugar de la clasificación general, por detrás de los Toronto Argonauts que han ganado diecisiete Copas Grey (con siete de ellas desde 1954).
Los esquimales ostentan un récord deportivo profesional norteamericano al clasificarse para las eliminatorias durante 34 años consecutivos entre 1972 y 2005. Edmonton ha tenido los campeonatos de división de temporada más regulares de la era moderna de la CFL con 21, siendo el más reciente en 2015. El equipo tiene una rivalidad con los Calgary Stampeders y es uno de los tres equipos propiedad de la comunidad que actualmente operan en la CFL.

## Propiedad

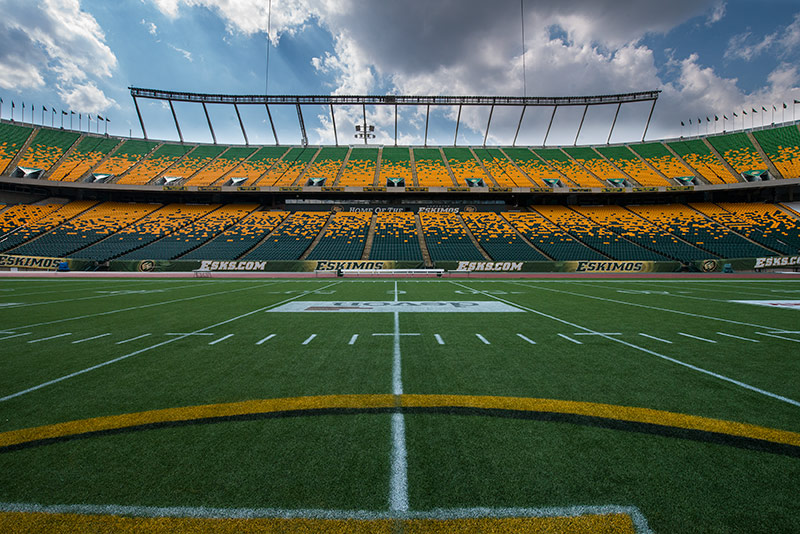
Estadio de la Mancomunidad de Edmonton.

El Edmonton Eskimos Football Club es uno de los tres equipos de "propiedad de la comunidad" de la CFL (propiedad de accionistas locales). Este fue una vez el tipo de propiedad más común en la CFL. En 2006 el Ottawa Sun informó de que las acciones costaban 10 dólares cada una, pero no estaban abiertas al público en general y requerían la aprobación de los 80 accionistas existentes.  Esto contrasta con los Saskatchewan Roughriders, uno de los otros equipos de propiedad comunitaria de la CFL, que han ofrecido acciones al público en ocasiones desde 2004 (de forma muy similar a como lo hacen los Green Bay Packers de la NFL). Los Winnipeg Blue Bombers, el otro equipo de propiedad comunitaria, funciona como una corporación sin capital social.

### La junta directiva
Edmonton Eskimos, Inc., está gobernada por un consejo de administración de diez miembros. La junta consiste en un presidente, un tesorero, un secretario y siete directores. A partir de 2017, la junta directiva incluía al presidente Brad Sparrow, la tesorera Janice Agrios, el secretario Murray Scambler, los directores Douglas Cox, Rob Heron, Ian Murray, Harold Roozen, Marshall Sadd, Lindsay Dodd y Tom Richards. El presidente y director general del club es Chris Presson; actualmente no es miembro de la junta directiva.

## Historia

### El origen del nombre
La historia del nombre del equipo se remonta a historias en la prensa de al menos 1903 y posiblemente hasta 1892, la primera fecha de un partido de "rugby football" entre Edmonton y Calgary. Es un legado de la amarga rivalidad entre las ciudades de Edmonton y Calgary, la llamada Batalla de Alberta. En los primeros años de la competición deportiva entre las ciudades, la prensa de cada ciudad usaba apodos coloridos para insultar el hogar del equipo rival. Los escritores edmontonianos llamaban a Calgary "el campo de vacas", "la tierra de los caballos" o "el pequeño pueblo junto al Arco". Asimismo, los de Calgary respondieron con insultos sobre la latitud norteña y el clima gélido de Edmonton, llamando a los residentes de la ciudad "Esquimaux" (una ortografía arcaica de "esquimales", en referencia al pueblo indígena del Ártico canadiense, llamado propiamente inuit). A pesar de que Edmonton está a varios miles de kilómetros al sur del Ártico, el nombre "tenía las ventajas de la aliteración, la pulcritud, la singularidad y una cierta cantidad de verdad", y por lo tanto, según el historiador de Edmonton Tony Cashman, "se mantuvo". Sin embargo, el nombre siguió siendo un apodo no oficial hasta la llegada a Edmonton del entrenador de béisbol americano y promotor deportivo William Deacon White en 1907. White fundó el equipo de béisbol de los esquimales de Edmonton en 1909, el de fútbol americano en 1910 y el de hockey de los esquimales de Edmonton en 1911. De los tres, solo ha sobrevivido el nombre de los equipos de fútbol.
En parte porque no utilizan ninguna imagen nativa en su identidad de equipo, los esquimales son raramente mencionados con respecto a la controversia de la mascota nativa americana. Un inuk notable que apoyó abiertamente el nombre del equipo fue Kiviaq, también conocido como Dave Ward, que fue brevemente miembro del equipo pero se lesionó antes de jugar un partido de la temporada regular. Sin embargo Natan Obed, Presidente de Inuit Tapiriit Kanatami, la organización nacional inuit del Canadá, ha declarado que "esquimal no sólo está anticuado, sino que ahora se considera en gran medida un término despectivo" y es una "reliquia del poder colonial". El exjugador de los esquimales Andre Talbot declaró: "Las organizaciones deportivas deben ser organizaciones de construcción de la comunidad. Y si estamos aislando y ofendiendo a parte de esa comunidad, entonces nuestra organización o liga en particular no está haciendo su trabajo". Después de que la cantante inuit Tanya Tagaq sugiriera que un cambio de nombre mostraría respeto, Paula Simons, del Edmonton Journal, escribió un editorial en el que señalaba que "Esquimal es un nombre que nunca perteneció propiamente a Edmonton en absoluto, un nombre prestado y apropiado que no sólo falta el respeto al pueblo inuit, sino también a las demás Primeras Naciones que realmente llamaron hogar a este territorio". Sin embargo, en 2017 CBC News informó de que otros inuits no tenían ninguna objeción al uso de esquimales en el nombre del equipo. El consejo editorial del Toronto Star considera que el cambio de nombre es el resultado inevitable de la evolución social.

### Historia del equipo
Edmonton jugó su primera serie de juegos organizados con la formación de la Unión de Rugby de Alberta en 1895. En 1897 se adoptó el nombre de Esquimaux. En 1910 el club fue oficialmente nombrado los esquimales de Edmonton, con la actual encarnación comenzando a jugar en 1949. Desde 1978 los esquimales han jugado sus partidos en casa en el campo de ladrillos del Estadio de la Commonwealth. Son uno de los equipos más exitosos en la historia del fútbol canadiense, habiendo ganado la Copa Gris más que cualquier otro equipo, excepto los Argonautas de Toronto, y siendo el líder en asistencia durante muchos años.
El equipo tiene muchos récords impresionantes, incluyendo cinco victorias consecutivas en la Copa Grey (1978-82) y 34 años consecutivos en las eliminatorias (1972-2005); este último es un récord que ningún otro equipo deportivo profesional norteamericano ha igualado. Los ex esquimales han ocupado un lugar destacado en la vida política de Alberta: entre los jugadores del pasado se encuentran dos ex primeros ministros provinciales (Peter Lougheed y Donald Getty), un exalcalde de Edmonton (Bill Smith), y un teniente gobernador (Norman Kwong).
Los esquimales llegaron a nueve Copas Grises en un lapso de diez años, de 1973 a 1982 (el único año en que se perdieron la Copa Gris durante ese tiempo fue en 1976; también ganaron la Copa seis veces en ese lapso). Desde que Edmonton volvió a entrar en la CFL en 1949, solo otro equipo -también Edmonton- ha ganado incluso tres campeonatos seguidos (1954-56). Los logros durante la dinastía de los esquimales fueron documentados en el libro, Década de Excelencia, con fotografías de Bob Peterson.
En agosto de 2016, los esquimales también han tenido la mayor asistencia media de la liga en 27 ocasiones desde que se trasladaron al Estadio del Commonwealth en 1978.

## Uniforme
Los actuales colores de los uniformes, verde y dorado, fueron adoptados cuando los esquimales recibieron los uniformes del equipo de fútbol de los Osos de Oro de la Universidad de Alberta, que estaba inactivo debido a la falta de competencia en el momento en que los esquimales comenzaron a jugar (en su actual encarnación) en 1949. Los colores han permanecido desde entonces, y los Osos de Oro los mantienen también hasta hoy.
En general, la camiseta y los colores han permanecido esencialmente iguales a lo largo de los años con solo pequeñas modificaciones. En 2001 los esquimales introdujeron pantalones blancos para usarlos con sus camisetas. En la temporada 2005 de la CFL todos los equipos de la CFL cambiaron a una plantilla diseñada por Reebok, pero las camisetas de los esquimales se mantuvieron casi iguales. En ese mismo año los esquimales introdujeron una camiseta alternativa por primera vez en la historia de la franquicia. Los pantalones verdes también fueron introducidos en esta época y se usaron con sus camisetas de casa y fuera de casa desde 2005 hasta 2015. La camiseta dorada alternativa se usó por última vez en 2007, ya que utilizan principalmente sus camisetas verdes. Junto con los Hamilton Tiger-Cats y los Winnipeg Blue Bombers, fueron uno de los pocos equipos que alternaron las combinaciones de pantalones y camisetas de sus uniformes en una temporada.
Los esquimales hicieron remodelar sus camisetas para la temporada 2012 y trajeron de vuelta los cascos verdes que se usaron para el partido del Día del Trabajo y la revancha en 2008, y también el patrón de 'cinco rayas' con el monograma de los esquimales (aunque con el actual en uso desde 1996) en las rayas de las mangas que se usó de 1980 a 1995. Los cascos verdes se usaron con los jerseys de away y supusieron la primera vez en la historia de la franquicia que se usó un casco que no fuera de oro como faceta habitual del uniforme. También fue la primera vez en la historia de las franquicias que se usaron dos cascos diferentes para los uniformes de casa y de visitante. El equipo también dejó de alternar combinaciones de pantalones y camisetas durante esta temporada, usando looks consistentes de casa y fuera todo el año. Sin embargo, durante la siguiente temporada, el 24 de agosto de 2013, los esquimales volvieron a la combinación totalmente verde de cascos, camisetas y pantalones verdes que no se habían usado desde 2008. Los esquimales usaron por primera vez sus cascos dorados con sus uniformes de visitante en un partido de la temporada regular el 19 de octubre de 2014 y los usaron de nuevo en la postemporada el 23 de noviembre de 2014 con pantalones dorados a juego. Los cascos dorados se usaron con los uniformes de visitante en tres de los ocho partidos de la temporada regular en 2015. En 2014, el equipo introdujo sus uniformes alternativos de la serie Signature, que fue el segundo uniforme alternativo que se usó en la historia del equipo (sin incluir las camisetas de rebote).
Con el cambio de contratos de uniformes de la liga a Adidas en 2016, los esquimales volvieron a rediseñar sus uniformes, con camisetas que se asemejan más al patrón simplista de rayas de la camiseta que se usó desde 1996 hasta 2011. Las camisetas blancas eliminaron el revestimiento lateral verde y el equipo retiró el casco verde. El equipo también quitó los números de los hombros (que se conocen como números de televisión), que fue la primera vez que el equipo no tenía números en los hombros desde 1965. Para esta temporada, el equipo usó pantalones dorados para cada partido jugado, incluyendo con sus uniformes alternos de la serie Signature, que se mantuvieron después del rediseño de Adidas; este diseño permaneció sin cambios incluso con el cambio de la CFL a New Era como proveedor de uniformes para la liga en 2019.

## Datos del equipo
Fundación: 1949, aunque otros equipos llamados los esquimales de Edmonton existieron de 1895 a 1923 y de 1929 a 1939
Anteriormente conocido como: Los "Esquimaux" de 1897 a 1910, los "Elks" en 1922.
Diseño del casco: Fondo amarillo, con un "EE" dorado sobre un óvalo verde
Colores uniformes: Verde, dorado y blanco
Colores uniformes del pasado: Azul y blanco (1938 a 1939) y negro y amarillo (1907 a 1937)
Estadios: Estadio Clarke (1949–1978) y el Campo de Ladrillos del Estadio de la Commonwealth (1978–presente)
Principales rivales: Calgary Stampeders (ver Batalla de Alberta) y Montreal Alouettes (11 encuentros en la Copa Gris, una vez en la final del Este).

## Palmarés
Campeonatos de la Grey Cup: 14 — 1954, 1955, 1956, 1975, 1978, 1979, 1980, 1981, 1982, 1987, 1993, 2003, 2005 y 2015
Campeones de la División Occidental: 23 — 1952, 1954, 1955, 1956, 1960, 1973, 1974, 1975, 1977, 1978, 1979, 1980, 1981, 1982, 1986, 1987, 1990, 1993, 1996, 2002, 2003, 2005 y 2015

## Victorias en la Grey Cup
| No  | Año  | Equipo ganador   | Resultado | Equipo perdedor       | Estadio               | Ciudad    | Asistencia |
| --- | ---- | ---------------- | --------- | --------------------- | --------------------- | --------- | ---------- |
| 1.  | 1954 | Edmonton Eskimos | 26–25     | Montreal Alouettes    | Varsity Stadium       | Toronto   | 27,328     |
| 2.  | 1955 | Edmonton Eskimos | 34–19     | Montreal Alouettes    | Empire Stadium        | Vancouver | 27,301     |
| 3.  | 1956 | Edmonton Eskimos | 50–27     | Montreal Alouettes    | Varsity Stadium       | Toronto   | 39,417     |
| 4.  | 1975 | Edmonton Eskimos | 9–8       | Montreal Alouettes    | McMahon Stadium       | Calgary   | 32,454     |
| 5.  | 1978 | Edmonton Eskimos | 20–13     | Montreal Alouettes    | CNE Stadium           | Toronto   | 54,695     |
| 6.  | 1979 | Edmonton Eskimos | 17–9      | Montreal Alouettes    | Olympic Stadium       | Montreal  | 65,113     |
| 7.  | 1980 | Edmonton Eskimos | 48–10     | Hamilton Tiger-Cats   | CNE Stadium           | Toronto   | 54,661     |
| 8.  | 1981 | Edmonton Eskimos | 26–23     | Ottawa Rough Riders   | Olympic Stadium       | Montreal  | 52,478     |
| 9.  | 1982 | Edmonton Eskimos | 32–16     | Toronto Argonauts     | CNE Stadium           | Toronto   | 54,741     |
| 10. | 1987 | Edmonton Eskimos | 38–36     | Toronto Argonauts     | BC Place              | Vancouver | 59,478     |
| 11. | 1993 | Edmonton Eskimos | 33–23     | Winnipeg Blue Bombers | McMahon Stadium       | Calgary   | 50,035     |
| 12. | 2003 | Edmonton Eskimos | 34–22     | Montreal Alouettes    | Taylor Field          | Regina    | 50,909     |
| 13. | 2005 | Edmonton Eskimos | 38–35     | Montreal Alouettes    | BC Place              | Vancouver | 59,157     |
| 14. | 2015 | Edmonton Eskimos | 26–20     | Ottawa Redblacks      | Investors Group Field | Winnipeg  | 36,634     |

## Muro de Honor
Los esquimales tienen la política de honrar a los jugadores que mejor han representado al equipo en el campo. El nombre del jugador, el número y las temporadas jugadas con los esquimales se muestran en el borde del hormigón que separa el nivel del campo de la parte inferior del campo de ladrillos del Estadio de la Commonwealth. Los esquimales mantienen el número en circulación en lugar de retirarlo de su uso.
Números tan honrados a 2019:
- 1 Warren Moon (2001)
- 2 Henry "Gizmo" Williams (2002)
- 11  Sean Fleming (2011)
- 12 Tom Wilkinson (1982)
- 13 Larry Highbaugh (1996)
- 15 Ricky Ray (2019)
- 22 Tom Scott (1993)
- 24 Johnny Bright (1983)
- 26  Dave Cutler (1986)
- 27  Don Getty (1992)
- 30 Danny Bass (1992)
- 36  Oscar Kruger (1992)
- 39 Willie Pless (2004)
- 42 Danny Kepley (1987)
- 47  Larry Wruck (2011)
- 51 Frank "Guts" Anderson † (1985)
- 53  Frank Morris (1984)
- 55 Ron Estay (2010)
- 60  Chris Morris (2008)
- 62  Bill Stevenson † (2014)
- 63  Hector Pothier (2014)
- 65  Dave Fennell (1984)
- 66 Roger Nelson (1987)
- 66 John LaGrone (1988)
- 67  Rod Connop (2005)
- 70 Brian Kelly (1989)
- 76 George McGowan (1985)
- 77  Tommy Joe Coffey (1988)
- 91 Jackie Parker (1983)
- 94 Rollie Miles (1983)
- 95  Norman Kwong (1984)

† Homenajeado póstumamente

## Canción de equipo
Durante el descanso entre el 3º y 4º cuarto de cada partido en casa, los aficionados se ponen de pie y cantan la "Canción de lucha de los esquimales de Edmonton" con la melodía "Washington y Lee Swing":
Estamos animando a los esquimales a pelear, pelear y pelear.
Estamos marchando a la derecha, a la derecha, a la derecha de los esquimales
Estamos cargando por el campo para que todos lo vean
y gritando rah, rah, rah, lucha por la victoria
Estamos luchando hasta que se gane cada juego.
El Verde y el Oro es audaz y cuando terminemos
le diremos al mundo que estamos orgullosos de Edmonton
y los esquimales de Edmonton!

## Los entrenadores principales
- Annis Stukus (1949–1952)
- Frank Filchock (1952)
- Darrell Royal (1953)
- Pop Ivy (1954–1957)
- Sam Lyle (1958)
- Eagle Keys (1959–1963)
- Neill Armstrong (1964–1969)
- Ray Jauch (1970–1977)
- Hugh Campbell (1977–1982)
- Pete Kettela (1983)
- Jackie Parker (1983–1987)
- Joe Faragalli (1987–1990)
- Ron Lancaster (1991–1997)
- Kay Stephenson (1998)
- Don Matthews (1999–2000)
- Tom Higgins (2001–2004)
- Danny Maciocia (2005–2008)
- Richie Hall (2009–2010)
- Kavis Reed (2011–2013)
- Chris Jones (2014–2015)
- Jason Maas (2016–2019)
- Scott Milanovich (2020–Present)

## Los directores generales
- Al Anderson (1949–1956)
- Keith Rolfe (1957–1960)
- Joe Ryan (1960–1965)
- Vic Schwenk (1966)
- Norm Kimball (1966–1985)
- Hugh Campbell (1986–1996)
- Tom Higgins (1997–2004)
- Paul Jones (2005–2007)
- Danny Maciocia (2008–2010)
- Eric Tillman (2010–2012)
- Ed Hervey (2013–2016)
- Brock Sunderland (2017–Present)

## Mascotas
Nanook (un oso polar) y Punter (una pelota de fútbol antropomórfica) son las mascotas de los esquimales de Edmonton. Se introdujeron en 1997 y 2004, respectivamente.